# Titusthermen

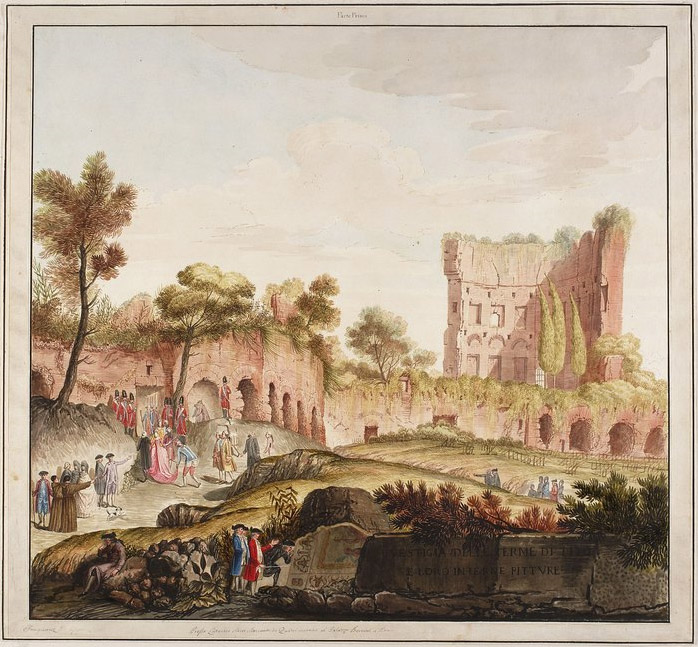
Ansicht der Titusthermen 1776

Die Titusthermen (lat. Thermae Titi) waren eine antike Thermenanlage in Rom, die unter Kaiser Titus errichtet wurde. Die Anlage entstand innerhalb weniger Jahre auf dem Areal der Domus Aurea und wurde schon 80 n. Chr. zusammen mit dem nahegelegenen Kolosseum fertiggestellt. 

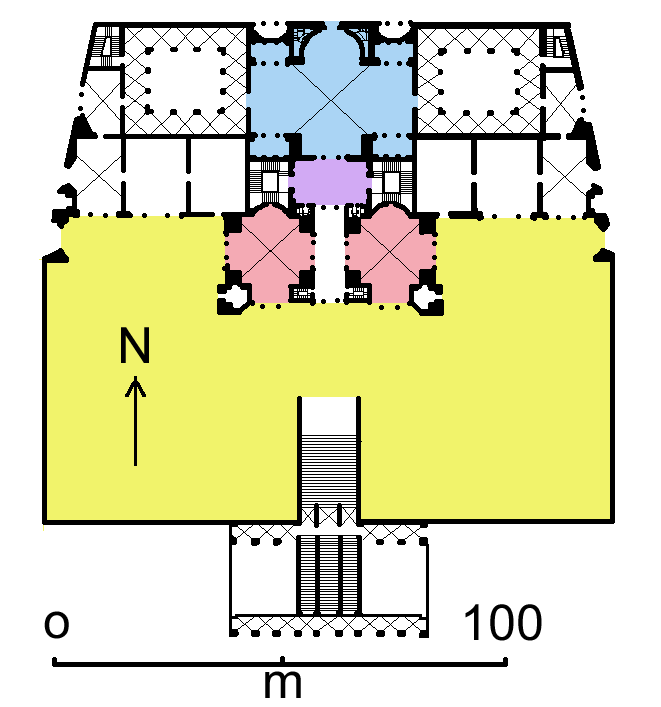
Grundrissplan der Titusthermen

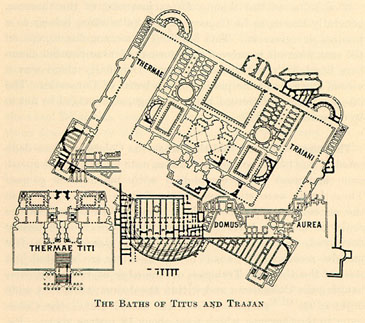
Grundriss der Titusthermen, der Trajansthermen und der erhaltenen Teile der Domus Aurea

Aufgrund der kurzen Bauzeit und der Tatsache, dass die Thermen dieselbe Ausrichtung wie die erhaltenen Teile der Domus Aurea besitzen, nimmt man auch an, dass die Thermen der Domus Aurea hierzu einfach umgebaut wurden. Heute sind von den Thermen nur noch geringe Reste erhalten. Sie befanden sich zwischen dem Kolosseum und den später errichteten Trajansthermen.